# Vršac (općina)
Općina Vršac je jedna od općina u Republici Srbiji. Nalazi se u AP Vojvodini i spada u Južnobanatski okrug. Po podacima iz 2004. općina zauzima površinu od 800 km² (od čega na poljoprivrednu površinu otpada 62.323 ha, a na šumsku 6.434 ha). Centar općine je grad Vršac. Općina Vršac se sastoji od 24 naselja. Po podacima iz 2002. godine u općini je živjelo 54.369 stanovnika, a prirodni priraštaj je iznosio -4,3 %. Po podacima iz 2004. broj zaposlenih u općini iznosi 16.551 ljudi. U općini se nalazi 27 osnovnih i 4 srednje škola.

## Naseljena mjesta
- Vatin
- Veliko Središte
- Vlajkovac
- Vojvodinci
- Vršac
- Vršački Ritovi
- Gudurica
- Zagajica
- Izbište
- Jablanka
- Kuštilj
- Mali Žam
- Malo Središte
- Markovac
- Mesić
- Orešac
- Pavliš
- Parta
- Potporanj
- Ritiševo
- Sočica
- Straža
- Uljma
- Šušara

## Etnička struktura
- Srbi - 39.418 (72,5%)
- Rumunji - 5.913 (10,87%)
- Mađari - 2.619 (4,81%)
- Romi - 1.186 (2,18%)
- Jugoslaveni - 1.019 (1,87%)
- ostali